# Distretto di Tantarica
Il distretto di Tantarica è uno degli otto distretti  della provincia di Contumazá, in Perù. Si trova nella regione di Cajamarca e si estende su una superficie di 149,7 chilometri quadrati.

Istituito il 28 febbraio 1964, ha per capitale la città di Catan; al censimento 2005 contava 2.588 abitanti.